# Vranovská Ves
Vranovská Ves (en allemand : Frainersdorf) est une commune du district de Znojmo, dans la région de Moravie-du-Sud, en République tchèque. Sa population s'élevait à 310 habitants en 2020.

## Géographie
Vranovská Ves se trouve à 14,3 km au nord-ouest de Znojmo, à 58 km à l'est-sud-est de Brno et à 165 km à l'est-sud-est de Prague.
La commune est limitée par Pavlice au nord et au nord-est, par Olbramkostel au sud-est et au sud, et par Šumná et Štítary à l'ouest.

## Histoire
La première mention écrite de la localité date de 1360.

## Transports
Par la route, Vranovská Ves se trouve à 14,5 km de Znojmo, à 81,5 km de Brno et à 191 km de Prague.